# Культуральный синдром
В транскультуральной психиатрии и медицинской антропологии культура́льный синдро́м, культура́льно-специфи́чный синдро́м, культу́рно-определя́емый синдро́м, культу́рно-обусло́вленный синдро́м — это любой патологический поведенческий синдром, характерный для определённой культуры; считается местным вариантом проявления тревожных, депрессивных или соматоподобных расстройств. При культуральном синдроме не происходит реальных биохимических и структурных изменений органов тела и их функций. Подобные синдромы существуют в какой-либо определённой культуре и не проявляются в других. Культуральные расстройства психотического уровня также называются этни́ческими психо́зами.
Термин «культурно-определяемый синдром» (англ. culture-bound syndrome) был впервые включён в 4-е издание американского Диагностического и статистического руководства по психическим расстройствам (DSM-IV), в котором также опубликован список наиболее распространённых синдромов. Аналогом в МКБ-10 являются культурно-специфические синдромы, которые определены во втором приложении к исследовательским диагностическим критериям.
В более широком смысле этот синдром можно назвать бихевиористской эпидемией, которая связана с манерой поведения, внушением, которые характерны для определённых культур. Как и в случаях злоупотребления наркотиками или алкоголем, синдром может передаваться путём группового подкрепления, а также при межличностной коммуникации. С точки зрения этиологии, достаточно трудно определить, насколько конкретно культура влияет на развитие синдрома по сравнению с воздействием экологических факторов, таких, как, например, токсичность. Иногда культуральный синдром может проявиться в разных культурах, но в каждой из них он носит специфические черты.

## Признаки
Культуральный синдром обладает следующими характеристиками:
1. признаётся в этой культуре болезнью (не является ни сознательным действием, ни притворством);
2. является широко распространённым в этой культуре;
3. полностью отсутствует в других культурах, вследствие чего не признаётся ими;
4. отсутствие видимых биохимических и структурных изменений органов тела и их функций.

При некоторых культуральных синдромах проявляются незначительные соматические симптомы (боль или нарушение функции какой-либо части тела), при этом в большинстве случаев синдром проявляется исключительно в поведении человека.
Культуральные синдромы не идентичны заболеваниям, которые присутствуют только в определённых географических зонах, как, например, африканский трипаносомоз. Они также не имеют никакой связи с генетическими характеристиками, присущими конкретным группам населения. В случае если будет выявлено, что синдром имеет биологическую причину возникновения, он будет перемещён в другую категорию нозологии.

## Культурно-определяемый синдром в медицине и антропологии
Американская психиатрическая ассоциация даёт следующее определение культурно-определяемого синдрома:

Культурно-определяемый синдром — это систематическое отклонение, проявляющееся в определённых культурах, которое выражается в отклоняющемся от нормы поведении. Оно может как быть, так и не быть отражено в одной из категорий DSM-IV. Многие из этих отклонений рассматриваются в культурах как болезни и имеют названия на местном языке. Несмотря на то, что многие из симптомов синдрома находят отражение в различных категориях DSM-IV, его причины, специфические симптомы и реакция общества находятся под влиянием локальных факторов.
Оригинальный текст (англ.)The term culture-bound syndrome denotes recurrent, locality-specific patterns of aberrant behavior and troubling experience that may or may not be linked to a particular DSM-IV diagnostic category. Many of these patterns are indigenously considered to be “illnesses,” or at least afflictions, and most have local names. Although presentations conforming to the major DSM-IV categories can be found throughout the world, the particular symptoms, course, and social response are very often influenced by local cultural factors.
— DSM-IV-TR
Взгляды антропологов и психиатров на термин «культурно-определяемый синдром» расходятся. Антропологи обычно подчёркивают релятивистскую и культурно-обусловленную природу синдрома, в то время как медики — его универсальные и нейропсихологические особенности.
В некоторых работах высказывается предположение о том, что культурно-определяемый синдром в рамках конкретной культуры представляет собой для особо уязвимых людей приемлемую форму выражения расстройства, возникшего в результате травматического переживания. При этом в разных культурах форма выражения расстройства носит уникальный характер.

## Типы синдромов

### DSM-IV-TR
Американская классификация DSM-IV-TR (4-е пересмотренное издание диагностического и статистического руководства по психическим расстройствам) определяет следующие типы культурно-обусловленных синдромов:
| Название | Географическое положение / Население                                                              |
| --- | ------------------------------------------------------------------------------------------------- |
| Амок (англ. running amok), а также аналог со сходным поведенческим паттерном: пуэрто-риканский маль де пелеа (исп. mal de pelea), iich’aa навахо и полинезийский кафард | Малайзия, Индонезия, Филиппины, Бруней, Сингапур                                                  |
| Атаке де нервиос (исп. ataque de nervios — «нервный припадок») | Испаноязычные страны; Филиппины                                                                   |
| Билис или колера (исп. bilis, cólera — «жёлчь», «ярость») | Латиноамериканцы                                                                                  |
| Буфэ делирант (фр. bouffée délirante — «бредовая вспышка») | Западная Африка и Гаити                                                                           |
| Синдром усталости мозга (англ. brain fag — «нервное истощение») | Студенты из Западной Африки                                                                       |
| Дхату-доша (санскр. धातु दोष IAST: dhātu dōṣa, англ. Dhat syndrome); схож с индийским jiryan, шри-ланкским sukra prameha и китайским шэнькуй                               | Индия                                                                                             |
| Фоллинг-аут или блэкинг-аут (англ. falling-out или blacking out — «потеря сознания»)                                                                                    | Юг США и Вест-Индия                                                                               |
| Призрачная болезнь (англ. ghost sickness) | Индейцы                                                                                           |
| Хвабён (кор. 화병 — «гневная болезнь», англ. hwabyeong, hwa-byung) | Корейцы                                                                                           |
| Коро (англ. koro); называется jinjinia bemar в Ассам, rok-joo в Таиланде и shuk yang / suo yang в Китае                                                                 | Китайцы и малайзийцы в Южной Азии; Ассам; встречается также в странах Запада                      |
| Лата (англ. latah); сходен с сибирским меряченьем, икотой или икоткой, таиландским bah tschi, айнским (Япония, Сахалин) иму и филиппинским мали-мали или силок          | Малайзия и Индонезия                                                                              |
| Локура (англ. locura) | США; Латинская Америка                                                                            |
| Сглаз (англ. evil eye, исп. mal de ojo — «дурной глаз») | Жители Средиземноморья; испаноязычные страны; Эфиопия; восточноевропейские страны, включая Россию |
| Нервиос (исп. nervios — «нервы») | Латинская Америка                                                                                 |
| Пиблокто или арктическая истерия (англ. piblokto, pibloktoq) | Арктика; эскимосы в субарктике                                                                    |
| Цзоухожумо (кит. 走火入魔, пиньинь Zǒu huǒ rù mó, англ. qigong psychotic reaction).                                                                                     | Китайцы                                                                                           |
| Магия худу (англ. rootwork, в испаноязычных сообществах mal puesto или brujeria)                                                                                        | Юг США, Карибские острова                                                                         |
| Санге дормидо (порт. sangue dormido — «спящая кровь») | Португальцы в Кабо-Верде                                                                          |
| Шэньцзин шуайжо (кит. трад. 神經衰弱, упр. 神经衰弱, пиньинь shénjīng shuāiruò — «неврастения», англ. Shenjing shuairuo)                                                | Китайцы                                                                                           |
| Шэнькуй (кит. трад. 腎虧, упр. 肾亏, пиньинь shènkuī) | Китайцы                                                                                           |
| Синбён (кор. 신병 — «болезнь тела», «болезнь», англ. shinbyeong, shin-byung)                                                                                            | Корейцы                                                                                           |
| Спелл (англ. spell — «заклинание», «заговор», «приступ») | Афроамериканцы, европеоидное население на юге США и в Эфиопии                                     |
| Сусто (исп. susto — «испуг», «нервное потрясение») | Латиноамериканцы в США; Мексика, Центральная Америка и Южная Америка                              |
| Тайдзин кёфусё (яп. 対人恐怖症 — «болезнь боязни межличностных отношений», англ. Taijin kyofusho)                                                                       | Японцы                                                                                            |
| Зар (англ. zār, араб. زار‎, сомал. saar) | Эфиопия, Сомали, Египет, Судан, Иран, страны Северной Африки и Среднего Востока                   |

### DSM-5
В DSM-5 добавлены следующие синдромы:
| Название                                                 | Географическое положение/Население |
| -------------------------------------------------------- | ---------------------------------- |
| Кхял чап (англ. khyâl cap, кхмер. ខ្យល់)                   | Камбоджа, камбоджийцы в США        |
| Куфунгисиса (англ. kufungisisa — «слишком много думать») | Зимбабве                           |
| Малади мун (англ. maladi moun)                           | Гаити                              |

### МКБ-10
В «приложении 2» Международной классификации болезней 10-го пересмотра перечислены следующие синдромы:
| Название                                 | Географическое положение/Население                                    | Схожие синдромы |
| ---------------------------------------- | --------------------------------------------------------------------- | --- |
| Амок                                     | Индонезия; Малайзия                                                   | Ахаде идзи бе (остров Новая Гвинея), бензи мазуразура (Южная Африка (среди шона и аффилированных групп)), берсеркерганг (Скандинавия), кафард (Полинезия), колерина (Анды Боливии, Колумбия, Эквадор и Перу), хвабён (Корейский полуостров), iich’aa (коренные народы юго-западной Америки)                                                                           |
| Дхату-доша, шэнькуй, джирян              | Индия, Тайвань                                                        | Коро (Китай), рабт (Египет) |
| Коро, jinjin bemar, suk yeong            | Юго-Восточная Азия, Китай, Индия                                      | Коро (Китай), рабт (Египет) |
| Лата                                     | Индонезия; Малайзия                                                   | Амурах (Сибирь), bah-tsi (Таиланд), иму (айны (коренные жители Японии)), прыгающий француз (Канада), паника лопарей (саамы), мали-мали (Филиппины), пиблокто (инуиты, живущие за полярным кругом), сусто (Мексика, Центральная и Южная Америка), яун (Мьянма) |
| Нерфиза, невра, нервиос                  | Египет; Северная Европа; Греция; Мексика, Центральная и Южная Америка | Анфехтунг (гуттериты (религиозная группа)), синдром усталости мозга (Нигерия), колерина/pension/билис (Мексика, Центральная и Южная Америка), hsieh-ping (Тайвань), хвабён (Корейский полуостров), narahati-e a sab / maraz-e a sab (Исламская Республика Иран), киссаатук (инуиты, живущие за полярным кругом)                                                       |
| Палян, фригофобия                        | Тайвань; Юго-Восточная Азия                                           | Agua frio / aire frio / frio (Мексика, Центральная и Южная Америка) |
| Пиблокто или арктическая истерия         | Инуиты, живущие за полярным кругом                                    | Амок (Индонезия, Малайзия), банга/мисала (Конго, Малави), эбензи (Южная Африка, среди шона и аффилированных групп), гриси сикнис (мискито (коренные жители Гондураса)), иму (айны), лата (Индонезия, Малайзия), мали-мали (Филиппины), nangiarpok / kayak angst / quajimaillituq (инуиты), уфуфуяне (Южная Африка, особенно среди банту, зулу и аффилированных групп) |
| Сусто, эспанто                           | Мексика, Центральная и Южная Америка                                  | Ланти (Филиппины), лата (Индонезия, Малайзия), малгри (аборигены Австралии), мого лая (остров Новая Гвинея), нарахати (Исламская Республика Иран), саладера (регионы вокруг реки Амазонки) |
| Тайдзин кёфусё, синкэйсицу, антропофобия | Япония                                                                | Анфехтунг (гуттериты), itiju (Нигерия) |
| Уфуфуяне, сака                           | Южная часть Африки (среди банту, зулу и аффилированных групп; Кения)  | Алуро (Нигерия), phii pob (Таиланд), зар (Египет, Эфиопия, Судан) |
| Укамаиринек                              | Инуиты, живущие за полярным кругом                                    | Алуро (Нигерия), old hag (Ньюфаундленд), phii pob (Таиланд) |
| Вендиго                                  | Коренные жители северо-восточной Америки                              | Амок (Малайзия), hsieh-ping Тайвань, зар (Египет, Эфиопия, Судан) |

### Другое
Другие известные синдромы:
| Название | Географическое положение/Население |
| --- | ---------------------------------- |
| Тарантизм (итал. tarantism) | Южная Италия                       |
| Палян (англ. pa-leng, кит. трад. 怕涼, упр. 怕凉, пиньинь Pà liáng — «страх холода») и пафэн (англ. Pa-feng, кит. трад. 怕風, упр. 怕风, пиньинь Pà fēng — «страх ветра») | Китай, Юго-Восточная Азия          |
| Мэнерик | Сибирь (якуты, юкагиры, эвенки)    |

## Классификация
В Международной классификации болезней 10-го пересмотра синдромы дхату, лата и коро кодируются категорией F48.8 — другие специфические невротические расстройства.

## Описание синдромов

### Амок
Амок — внешне не имеющее оснований агрессивное и деструктивное поведение, часто приводящее к убийствам. Перед возникновением эпизода возможно наличие подавленного настроения и тревоги. После окончания эпизода наступает амнезия произошедшего и физическое истощение.

### Атаке де нервиос
При синдроме атаке де нервиос наблюдаются неконтролируемые крик и плач, вербальная и физическая агрессия и чувство тепла, поднимающегося из груди в голову. Больные при этом чувствуют потерю контроля.

### Буфэ делирант
При буфэ делирант наблюдается психомоторное возбуждение, спутанность, агрессивные действия и ажитация. Возможно возникновение визуальных и вербальных галлюцинаций, а также параноидных идей.

### Вендиго
При психозе вендиго (англ. Wendigo psychosis) возникает страх превращения в гигантского монстра-людоеда (согласно алгонкинской мифологии, человек может превратиться в Вендиго), обычно на фоне сниженного питания; также возникают мысли об убийстве и импульсивное желание есть человеческое мясо (на депрессивном фоне).

### Дхату-доша
При синдроме дхату наблюдается страх потери спермы, сопровождаемый болями в мышцах и физическим истощением, чувством истощения и слабостью. В данной культуре считается, что «шукра» (сперма) содержит жизненную силу и при семяизвержении она теряется.

### Коро
При синдроме коро наличествует страх западения полового члена в брюшную полость и страх смерти, связанный с этим. У женщин страх западения грудей, вульвы или сосков.

### Куфунгисиса
Куфунгисиса встречается среди народа шона в Зимбабве. Куфунгисиса переводится как «слишком много думать». Представители этого народа считают, что частые размышления приводят к тревоге, депрессии и соматическим проблемам. В качестве примера в DSM-5 приводится высказывание больного: «у меня болит сердце из-за того, что я слишком много думаю».

### Кхял чап
Синдром кхял чап (англ. khyâl cap, khyâl attacks) встречается среди камбоджийцев в Соединённых Штатах и Камбодже. Характерны такие симптомы, как панические атаки (сердцебиение, одышка, головокружение), холодные конечности, тревога и возбуждение автономной нервной системы. Связано с убеждением в том, что воздухоподобная субстанция «кхял» (кхмер. ខ្យល់) может усиленно течь в теле вместе с кровью, что якобы приводит к серьёзным последствиям.

### Лата
Для синдрома лата характерна эхопраксия и эхолалия, а также состояния, сходные с трансовыми. Возникает обыкновенно после психотравм.

### Магия худу
Синдром связан с верой в возможность колдовства или порчи с использованием магии худу (англ. rootwork). Могут присутствовать следующие симптомы: тревога, слабость, диарея, тошнота и рвота, головокружение, страх смерти от магии.

### Малади мун
Малади мун (буквально «вызванная человеком болезнь») на Гаити — культуральное объяснение причин различных соматических и психиатрических расстройств. Гаитийцы считают, что из-за злобы и зависти люди могут насылать другим болезни, например депрессию, психоз, неспособность выполнять действия в повседневной жизни, социальную неуспешность.

### Нервиос
Нервиос (исп. «нервы») встречается среди жителей Латинской Америки и выходцев из Латинской Америки в США. Основные симптомы включают в себя головные боли и боли в «мозге» (затылочное напряжение шейных мышц), трудности со сном, раздражительность, нервозность, расстройства желудка, плаксивость, неспособность сконцентрироваться, ощущение покалывания, дрожь и головокружение.

### Палян и пафэн
При синдромах палян и пафэн наблюдается тревога, основанная на убеждении в том, что холод или ветер вызывает импотенцию, усталость и даже смерть.

### Пиблокто
Эпизоду предшествует депрессия, спутанность сознания и высокая утомляемость. Далее следует психомоторное возбуждение 1–2 часа, которое сопровождается воплями, иногда похожими на вой животных, эхопраксией и эхолалией, срыванием своей одежды, копрофагией и разрушительными действиями.

### Призрачная болезнь
Синдром призрачной болезни может включать в себя спутанность сознания, галлюцинации, тревогу, чувство опасности или страх, обмороки, головокружение, чувство бесполезности, чувство удушья, потерю аппетита и плохие сны.

### Сглаз
Включает в себя плач без видимой причины, прерывистый сон, рвоту и лихорадку у детей.

### Синбён
Синбён — корейский культуральный синдром, который начинается с тревоги, страха и соматических жалоб (головокружение, общая слабость, бессонница, отсутствие аппетита, желудочно-кишечные проблемы) и заканчивается диссоциацией и овладением духов предков.

### Сусто
При синдроме сусто после перенесённого стресса возникает психомоторное возбуждение, которое сопровождается спутанностью сознания, бессонницей, депрессией, анорексией, поносом и гипертермией.

### Тайдзин кёфусё
Тайдзин кёфусё — боязнь социальных контактов, связанная со страхом оскорбить или обидеть окружающих: взглядом, запахом тела, покраснением лица и т. п.

### Хвабён
Синдром хвабён связан с подавлением гнева. При нём наблюдается паника и страх неминуемой смерти, бессонница, потеря аппетита, дисфория, одышка, усталость и генерализированная боль.

### Цзоухожумо
Связанный с занятием цигуном психотический эпизод. Входит в китайскую классификацию психических расстройств (CCMD-2, CCMD-3).

### Шэнькуй
Характерна тревога и панические симптомы, сопровождаемые соматическими жалобами (реальных физических причин при этом не обнаруживается). Симптомы включают в себя общую слабость, бессонницу, боли в спине, головокружение, утомляемость, частые сновидения, а также жалобы на сексуальную дисфункцию (например, импотенция или преждевременная эякуляция). Симптомы больными связываются с чрезмерной потерей спермы из-за мастурбации, половых актов или поллюций. Они считают, что сперма содержит жизненную силу.

### Шэньцзин шуайжо
Для синдрома шэньцзин шуайжо характерны головные или другие боли, нарушения сна, умственная и физическая усталость, проблемы с концентрацией, потеря памяти, проблемы с желудком, раздражительность, сексуальная дисфункция. Входит в китайскую классификацию психических расстройств (CCMD-2, CCMD-3).

### Укамаиринек
При синдроме укамаиринек в просоночном состоянии наблюдаются эпизоды психомоторного возбуждения с галлюцинациями и преходящим параличом со страхом. Возникновение происходит после лёгкого шума или запаха.